# Prowincja małopolska

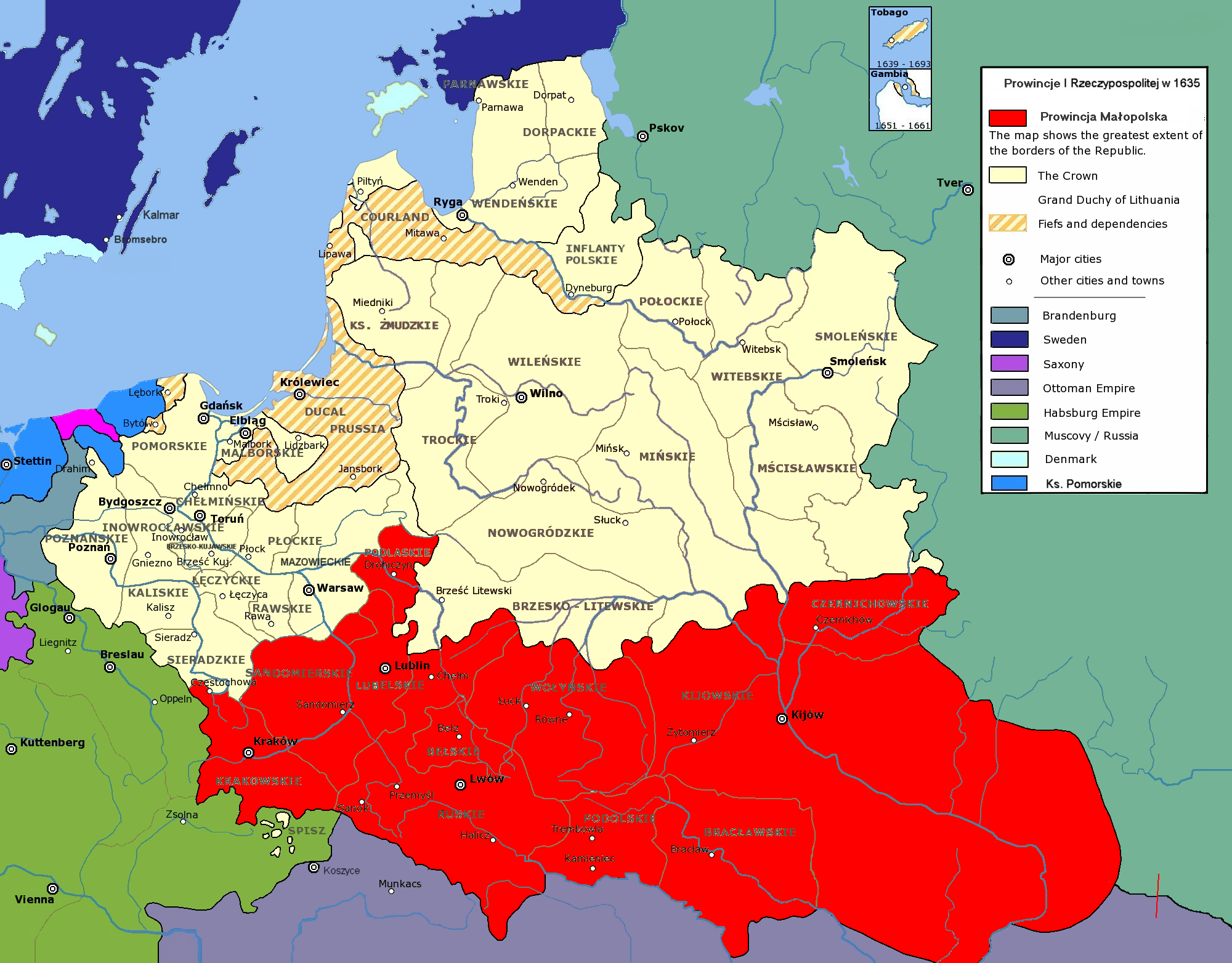
Małopolska – Prowincja Korony Polskiej, 1635

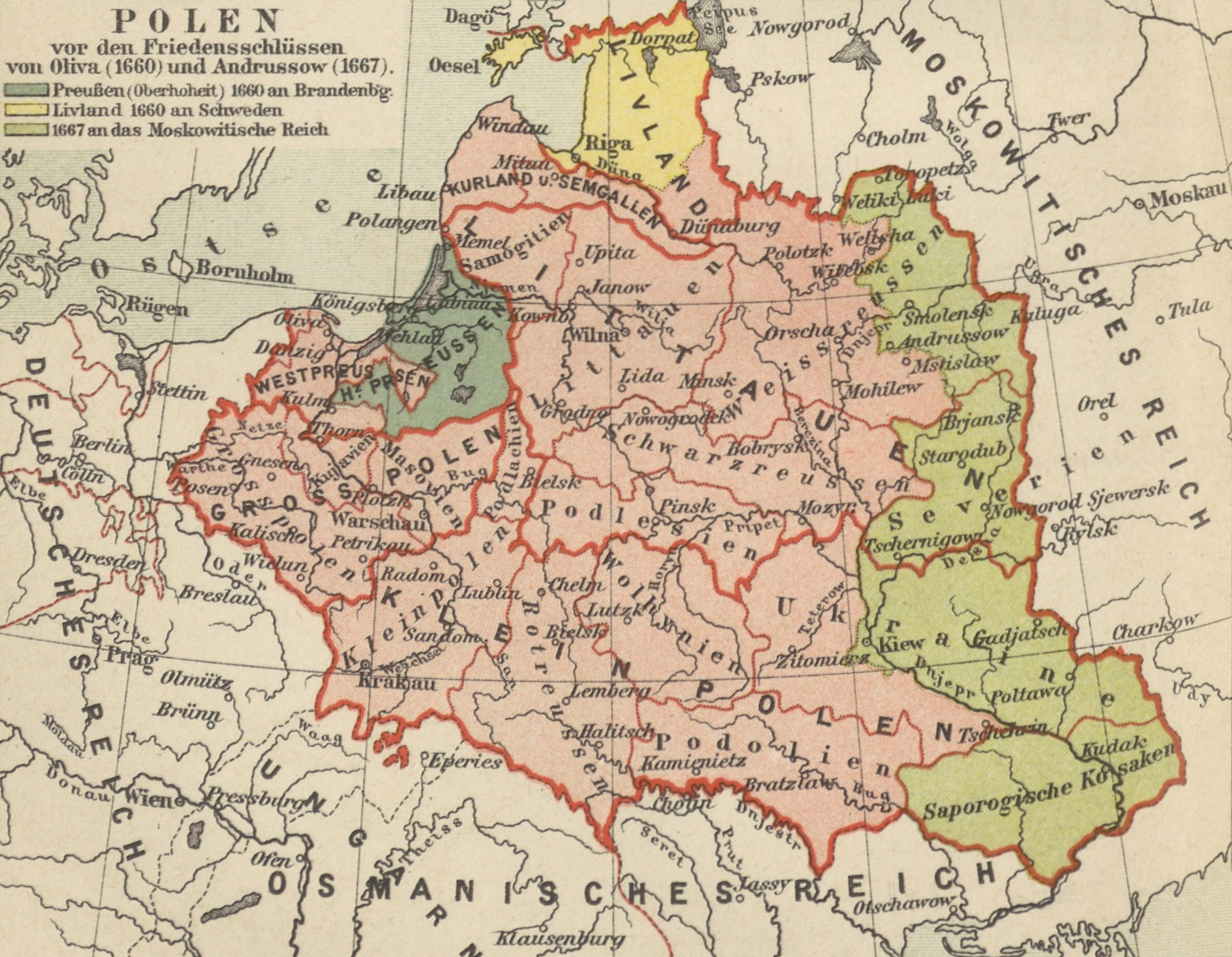
Małopolska (niem. Kleinpolen) przed rokiem 1660, fragment mapy austriackiego towarzystwa bibliograficznego z roku 1890

Prowincja małopolska Korony to, w okresie I Rzeczypospolitej, prawno-administracyjna część składowa Rzeczypospolitej Obojga Narodów, do roku 1795. Stolicą prowincji był Kraków. Wszystkie prowincje polsko-litewskie mają swe źródło w nadaniu w 1347 przez Kazimierza Wielkiego osobnych statutów występujących w historiografii pod wspólną nazwą „statuty wiślicko-piotrkowskie” dla Wielkopolski i Małopolski, a jeszcze głębsze – w rozbiciu dzielnicowym. Po unii lubelskiej, obok prowincji małopolskiej Rzeczpospolita Obojga Narodów dzieliła się jeszcze na prowincję wielkopolską oraz Wielkie Księstwo Litewskie.

## Skład prowincji małopolskiej

Prowincja Małopolska
Prowincja Litwa
Prowincja Wielkopolska
Inflanty

- Województwo krakowskie
- Województwo lubelskie
- Województwo sandomierskie
- Województwo bełskie
- Województwo bracławskie
- Województwo czernihowskie
- Województwo kijowskie
- Województwo podlaskie
- Województwo podolskie
- Województwo ruskie
- Województwo wołyńskie

     Prowincja Małopolska
     Prowincja Litwa
     Prowincja Wielkopolska
     Inflanty